# Work (singel Kelly Rowland)
"Work" to piosenka R&B stworzona przez Scotta Storcha, Jasona Boyda i Kelly Rowland na drugi album studyjny Rowland, Ms. Kelly (2007). Wyprodukowany przez Storcha oraz Boyda, utwór wydany został jako drugi międzynarodowy singel promujący krążek dnia 21 stycznia 2008.
Kompozycja nie ukazała się na rynkach muzycznych w Ameryce Północnej ze względu na umiarkowany sukces dwóch poprzednich singli promujących wydawnictwo, utworów "Like This" oraz "Ghetto". Promowany międzynarodowo, "Work" zyskał na popularności zajmując miejsca w Top 10 oficjalnych notowań w większości krajów świata.

## Informacje o singlu
"Work" to jeden z dwóch utwór wyprodukowanych przez Scotta Storcha, które znalazły się na krążku Ms. Kelly zaś jedna z ośmiu kompozycji nagranych przez artystkę w roku 2006 we współpracy z producentem. Swój wkład w produkcję piosenki miał również Jason Boyd, stały współpracownik Storcha. Proces nagrywania piosenki odbywał się w studiu Hit Factory Criteria w Miami na Florydzie. W jednym z wywiadów Rowland wyznała, iż warstwa liryczna utworu powstała po powrocie z nocnej imprezy w przeciągu dwudziestu minut. Początkowo "Work" miał być zatytułowany "Put It In". Utwór to piosenka o szybkim tempie, w którym zawarte są elementy stylów muzycznych funk oraz go-go.
Początkowo wytwórnia muzyczna Columbia Records zdecydowała, by "Work" wydany został jako główny singel promujący album Ms. Kelly, jednak ostatecznie pierwszą kompozycją prezentującą krążek stała się piosenka "Like This" wyprodukowana przez Polow da Dona. Na fakt ten wpłynęła osobista decyzja Rowland, która po zapoznaniu się z negatywnymi opiniami fanów na temat fragmentu utworu wycofała propozycję "Work" jako głównego singla. Dnia 31 maja 2007 roku w internecie znalazła się finalna wersja kompozycji, która od tego momentu została zremiksowana przez wielu DJ-ów oraz producentów. Oficjalnymi miksami kompozycji stały się remiksy autorstwa duetu Steve Pitron i Max Sannahough oraz grupy Freemasons. W jednym z wywiadów artystka wyznała, iż "jest bardzo zadowolona z remiksu Freemasons, gdyż jest w nim coś czego nie mogła sama zawrzeć. W każdym z utworów powinno znaleźć się to coś, a oni po prostu dali tej kompozycji nową duszę".

## Recenzje
Podczas, gdy większość utworów zawartych na albumie Ms. Kelly to kompozycje o szybkim tempie, "Work" został pozytywnie przyjęty przez profesjonalnych krytyków muzycznych dzięki opanowanej melodii. Mark Edward Nero z portalu About.com stwierdził, iż piosenka jest "wyśmienita, w stylu Destiny's Child wyeksponowując wokal Rowland z przyciągającego uwagę bitu". Recenzentka BBC, Gemma Padley również porównała piosenkę do utworów z repertuaru byłego zespołu, do którego należała wokalistka "Bug a Boo" i "Lose My Breath" ze względu na "świetnie wyeksponowany głos z melodią skłaniającą do tańca". Emmanuel Ezugwu z Rewind Magazine uznał "Work" jako "nagranie o wysokiej dawce energii, który stanie się niekwestionowanym hitem parkietów klubowych". Recenzent nie pochwala partii wokalnej Rowland, która "jest szybka sprawiając wrażenie, iż wokalistka się jąka".
Dan Leroy, recenzent San Francisco Weekly wydał kompozycji negatywną opinię stwierdzając, że "Work" to "utwór wtórny, który już znamy". Z podobnego założenia wyszła Jaime Gill z magazynu Music Week uzasadniając swoją opinię, iż "utwór to wierne odwzorowanie kompozycji z repertuaru Beyoncé".

## Wydanie singla
Wydany dnia 21 stycznia 2008 w Wielkiej Brytanii, utwór zadebiutował na pozycji #56 notowania UK Singles Chart jedynie dzięki sprzedaży w postaci digital download. Tydzień później kompozycja zanotowała największy awans ówczesnego tygodnia, zmieniając miejsce na #7 czyniąc z "Work" piąty solowy singel w karierze muzycznej Rowland, który znalazł się w Top 10 zestawienia. Dnia 3 lutego 2008 piosenka osiadła na pozycji #4. Kompozycja spędziła w sumie sześć tygodni w Top 10 notowania, najdłużej ze wszystkich singli wydanych przez wokalistkę.
W Australii kompozycja znalazła się na pozycji #6 oficjalnego notowania najchętniej kupowanych singli, spędzając w zestawieniu dwadzieścia trzy tygodnie. "Work" odznaczony został przez australijski koncern muzyczny platynową płytą za sprzedaż przekraczającą 70 000 egzemplarzy. Utwór znalazł się na szczycie oficjalnego notowania w Polsce, spędzając na miejscu #1 jeden tydzień. "Work" znalazł się w Top 10 oficjalnych list w Finalandii, Francji, Nowej Zelandii, Szwajcarii oraz Włoszech.

## Teledysk
Teledysk do singla nagrywany był w Los Angeles, w Kalifornii dnia 26 lipca 2007 wraz z klipem promującym utwór "Comeback" i reżyserowany przez Philipa Andelmana.
Videoclip początkowo miał ujrzeć światło dzienne dnia 10 września 2007 w programie Access Granted stacji muzycznej BET wraz z klipem do kompozycji "Ghetto", jednak z powodu braku podjęcia decyzji co do następnego singla wokalistki premierę wycofano. Kilka tygodni później wytwórnia płytowa artystki ogłosiła, iż teledysk ukaże się dnia 22 października 2007. Ostatecznie videoclip miał premierę dnia 5 grudnia 2007 za pośrednictwem oficjalnej podwitryny internetowej brytyjskiej wytwórni Sony Urban Music.
Klip ukazuje Rowland wykonującą układ choreograficzny wraz z czterema tancerkami na tle efektownych reflektorów. Ujęcia teledysku prezentują artystkę w pomieszczeniach naświetlonych różnymi kolorami. Strumienie światła występujące w videoclipie odwzorowują ruch kalejdoskopu. Finalna scena klipu ukazuje wokalistkę tańczącą na czarnym tle w stylu Bollywood.
Teledysk zarejestrowano również w wersji do utworu "Work" zremiksowanego przez grupę Freemasons. Videoclip promowany był przez stacje telewizyjne w Australii, Azji oraz Europie.

## Listy utworów i formaty singla
Międzynarodowy CD-maxi singel
1. "Work" (Freemasons remix) – 3:11
2. "Work" (Wersja albumowa) – 3:28
3. "Work" (Steve Pitron & Max Sanna wersja radiowa) – 3:33
4. "Work" (Freemasons dub mix) – 7:09
5. "Work" (Freemasons remix videoclip) – 3:11

Międzynarodowy CD singel
1. "Work" (Freemasons remix) – 3:11
2. "Work" (Wersja albumowa) – 3:28

Amerykański digital EP
1. "Work" (Freemasons radio edit) – 3:11
2. "Work" (Steve Pitron & Max Sanna edycja radiowa) – 3:33
3. "Work" (Wersja albumowa) – 3:28
4. "Work" (Freemasons Club Mix) – 10:37
5. "Work" (Steve Pitron & Max Sanna club mix) – 7:59
6. "Work" (AJ Bhandary remix) – 3:10

## Pozycje na listach
| Lista przebojów (2008)         | Najwyższa pozycja |
| ------------------------------ | ----------------- |
| Australia ARIA Singles Chart   | 6                 |
| Austria Singles Chart          | 32                |
| Finlandia Singles Top 20 Chart | 4                 |
| Francja Singles Chart          | 4                 |
| Holandia Top 40 Chart          | 18                |
| Irlandia Singles Chart         | 12                |

| Lista przebojów (2008)            | Najwyższa pozycja |
| --------------------------------- | ----------------- |
| Niemcy Singles Chart              | 25                |
| Norwegia Singles Top 20 Chart     | 17                |
| Nowa Zelandia RIANZ Singles Chart | 10                |
| Szwajcaria Singles Chart          | 8                 |
| UK Singles Chart                  | 4                 |
| United World Chart                | 25                |